# Ginecotopia

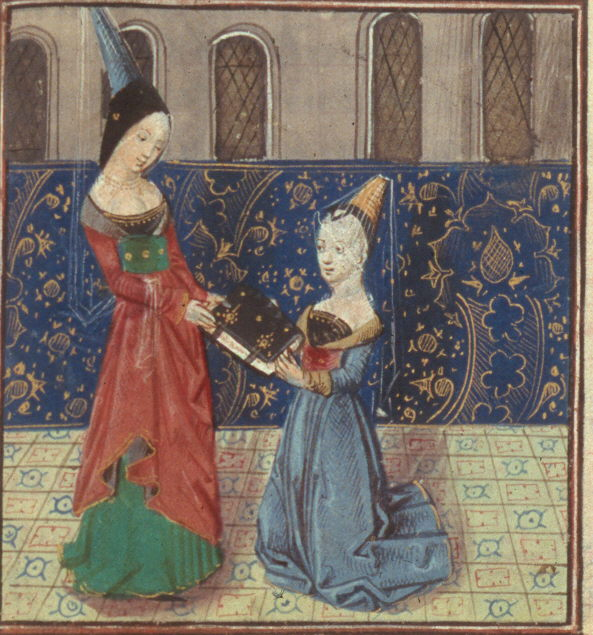
Christine de Pisan presenta el Livre de la cité des dames a Margaret de Burgundy.

El terme "Ginecotopia", etimològicament lloc per a les dones, és un neologisme que sovint es fa servir per a referir-se a utopies en què només hi ha dones. Una ginecotopia s'entén com una societat formada exclusivament per dones, que poden ser irreals (mitològiques o creacions literàries contemporànies) i/o reals, presents a la història.
Una ginecotopia literària és una ciutat de germanes i d'amigues, una ciutat de sororitat, no de famílies. És un sistema polític on el seu poder organitzatiu es basa en l'amistat de dones acuradament seleccionades i no en cap model familiar, de manera que, tot fugint dels esquemes derivats del contracte sexual, les dones recuperen el control sobre si mateixes.
La investigació feta pel Consorci per a la Normalització Lingüística ha localitzat la paraula '"ginecotopia"' al pròleg de La ciutat de les dames de Christine de Pisan, traduït el 1990 per Mercè Otero Vidal, catedràtica en Llengües Clàssiques i Creu de Sant Jordi 2019. El terme es fa servir a la presentació de l'obra, para reivindicar la necessitat d'un espai propi per al desenvolupament de les dones i així "compartimentar els espais destinats a home-dona, amb eixamplament de dimensions i de funcions, professionals, culturals o de tota mena que sigui capaç de desenvolupar la dona, en igualtat de possibilitats amb l'home".
Al llarg de la història, ginecotopia, és un vocable que varen fer servir altres autores com Charlote Perkins Gilman, Ursula K. Le Guin, Eulàlia Lledó i Pilar Godayol. No serà fins segles després que l'investigadora Elaine Showalter va proposar el terme Ginocriticisme per a referir-se als estudis crítics literaris de la dona com a escriptora, concretament: "la historia, l'estil, els temes, el gèneres literaris i les estructures de l'escriptura femenina, a més de la psicologia i la dinàmica de la creativitat femenina así com les possibilitat de fer de la escriptura una carrera, l'evolució i les lleis de la tradició femenina".

## Història de les societats feministes a la tradició literària
La participació de les dones a la escriptura de ficció i, certament, les seves obres al llarg dels segles, han estat sovint invisibilitzades. A l'àmbit literari, els precedents històrics de les societats de dones es troben als feminaris medievals protofeministes, més endavant desenvolupats en les ginecotopies noucentistes, les modernes utopies feministes a la ciència-ficció i les darreres utopies queer on es dinamiten les fronteres dels gèneres tradicionals dona-home i es parla de la hibridació de cossos i tecnologia a la ficció literària.

### Baixa Edat Mitjana: segles XI - XIV

#### Els Feminaris Medievals
Representen el protofeminisme literari i són obres on es fa un recull de dones rellevants, reals i literàries, a la història.
Al 1405 es publica la primera ginecotopia de tots els temps: Le livre de la cité des dames de Christine de Pisan. La seva aportació als cercles humanistes del moment inicia la Querelle des femmes, debat que continua fins a la Revolució francesa.
Pisan ubica la seva història a un lloc físic i simbòlic governat exclusivament per dones que al·legòricament representa el restabliment dels antics matriarcats i "per primera vegada a Occident s'arriba a imaginar un espai polític exclusivament de dones i a proclamar la necessitat material i mental de la seva existència".
La ciutat de Pisan s'alça paral·lelament com una edificació al·legòrica de la història occidental en femení, la primera de tots els temps; combina histories de dones mitològiques i santes cristianes amb apunts biogràfics de dones reals.
Amb aquesta obra, Pisan continua el treball biogràfic iniciat amb De mulieribus claris de Giovanni Boccaccio el 1374 i s'avança més d'un segle a la utopia més celebrada i tòpica, Utopia de Thomas More, publicada el 1516.

### Edat Moderna: segles XV - XVIII

#### The Blazing World
Novel·la utòpica publicada el 1666, és la primera novel·la de ciència-ficció a Europa. The Blazing World va ser obra de Margaret Cavendish, duquessa de Newcastle, una científica molt competent i primera dona escriptora a la seva època en publicar les seves obres amb el seu nom real.

### Edat Contemporània

#### Seglexixi primera meitat segle XX
Les ginecotopies noucentistes presenten societats matriarcals amb majoria femenina o bé països exclusius de dones, representen un protofeminisme separatista que reivindica les capacitats de les dones com qualsevol altra persona, per a treballar, estudiar, conviure amb sororitat, governar i fer una societat equilibrada i justa per tothom.

##### Mizora: a prophecy
Obra creada per Mary E. Bradley Lane (1844-1930) publicada de forma anònima en el Cincinnati Commercial a l'hivern de 1880-1881, és la primera utopia feminista a proposar un societat exclusivament femenina.
A la novel·la una noble russa-francesa exiliada a Sibèria, Vera Zarovitch, escapa cap al nord amb vaixell. A través d'una obertura al pol nord arriba al món interior de Mizora, una societat femenina il·lustrada que conviu en perfecta harmonia. Tenen tecnologies avançades que permeten l'oci per a l'educació contínua, la manipulació genètica dels cultius i la creació d'aliments sans. Es mostra a les dones com persones intel·ligents, cooperatives i capacitades per al desenvolupament d'una civilització productiva i pacífica més elevada.
La interpretació del desenvolupament de la societat de Mizora, com a resultat principal dels avenços en la ciència, és bastant notable. Destaca l'existència de videophones, l'enriquiment de diòxid de carboni dels cultius d'hivernacle i la preparació d'aliments fent servir química experimental.
Al seu enfocament de la Ciència i a la seva descripció, hi ha algunes similituds interessants amb el Món Lluent de Margareth Cavendish. Ambdues novel·les s'estableixen en un món alternatiu aconseguit per un mar polar obert: Mizora, a l'interior de la Terra i el Món LLuent un altre planeta a la part superior del nostre, com un collaret. A Mizora es mostren els resultats dels descobriments científics en el context del seu poder per millorar la societat mentre que la Duquessa de Newcastle utilitza els habitants i animals del seu món lluent per a debatre tota mena de teories científiques a partir de l'estructura molecular, la naturalesa de la llum i altres fenòmens físics.

##### New Amazonia
A finals del s. XIX l'anglesa Elizabeth Burgoyne Corbett (Wigan, 1846 - Suffolk, 1930), també coneguda amb el pseudònim de Mrs. George Corbett, publica New Amazonia: A Foretaste of the Future.
Es una ginecotopia noucentista escrita el 1889, en què una escriptora disgustada per una declaració antifeminista signada per dones que s'oposen a la causa del sufragi femení, s'adorm i desperta en companyia d'un fumador d'haixix en un món futur a l'any 2472, una societat socialista ubicada a Irlanda dirigida per dones vegetarianes. La Nova Amazònia conta la història d'aquest món futur i revela les seves brillants i futuristes meravelles, així com els seus aspectes més controvertits administrats pel govern.

##### Anno Domini 2000; or, woman's destiny
Novel·la futurista del Premier Sir Julius Vogel, Anno Domini 2000; o, el destí de la dona predigué que al final del mil·lenni les dones tindrien els càrrecs més alts del govern i que la pobresa s'hagués esfumat. Publicada al 1889, després de l'aparició dels articles feministes de Mary Ann Müller (amb el pseudònim de Fémmina) al periòdic Nelson Examiner i la publicació en 1869 de An appeal to the men of New Zealand, el primer text a reclamar el dret de vot per a les dones neozelandeses, fet que es conquerirà en 1893.
Aquesta obre va ser la primera novel·la de ciència-ficció de Nova Zelanda, i des del 2001 els premis de l'associació d'afeccionats a la ciència-ficció i la fantasia del país, SFFANZ, porta el seu nom.

##### Terra d'Elles
El 1915 es publica Terra d'elles escrita per Charlotte Perkins Gillman, considerada per les especialistes la primera ginecotopia moderna després de La ciutat de les dames de Pisan al 1405.
Gilman dissenya una societat exclusivament femenina aïllada en algun lloc d'Amèrica del Sud. És una utopia feminista que té al darrere més de dos mil anys d'evolució i progrés sense dependències del sexe masculí, que no es reconeix com cap model de referència. En aquesta terra fèrtil, de climes variats i saborosos fruits, tres milions d'amazones viuen en comunitat i basen la seva convivència en la sororitat, la cooperació i la comunió amb la natura. Amb el temps totes plegades han desenvolupat uns valors i uns sentiments propis.
Les amazones es reprodueixen per la partenogènesi i la seva religió és el «panteisme matern». Els dos eixos de comportament que regeixen aquesta societat femenina són, com apunta Eulàlia Lledó, el pacifisme i l'exclusió de la violència com a resposta davant el conflicte.
Tots dos llibres, el de Pisan i el de Gilmam, no es limiten a meres obres de ficció, sinó que incorporen filosofia, política i tesis vindicatives.
Terra d'elles és considerat un autèntic text fundacional dels estudis feministes. Ann J. Lane també tracta la influència d'Herland en altres utopies dels anys setanta del segle xx. Moltes de les idees recollides a l'obra com l'ús de la persuasió i el consens per a mantenir l'ordre social, la igualtat de classes, la manera comunal d'educar les criatures, la relació mare-criatura i la llar ideal com a models d'institucions socials, etc., seran una clara influència per a altres ginecotopies modernes d'escriptores com Ursula K. Le Guin, Marge Piercy i Joanna Russ, entre d'altres.

#### 2a meitat del segle XX i segle XXI
A la segona meitat del segle XX hi ha moltes més dones escriptores i, per tant, la proporció d'autores de ginecotopies modernes ha crescut exponencialment i, a més a més, se'n conserven les obres. Després de l'època d'or de la ciència-ficció i amb l'auge del feminisme estatunidenc les utopies feministes de dones troben lloc a dins del gènere de ciència-ficció i van popularitzar-se molt més. Aprofitarem per fer uns cinc cèntims del gènere especulatiu.

##### Orígens de la ciència-ficció:Herstory
L'inici del gènere de la ciència-ficció data del 1818, tal com reconeix un històric com Brian Aldiss, amb Frankenstein, o El Prometeu modern de Mary Wollstonecraft Shelley, una dona familiaritzada amb la reivindicació feminista i coneixedora dels avenços cientificotècnics, filla de la memorable feminista Mary Wollstonecraft i del filòsof William Godwin.
Frankenstein es distancia de la novel·la gòtica precedent, poblada de fantasmes i castells medievals, per encetar una lúcida i escèptica reflexió al voltant de les responsabilitats ètiques i morals de la tecnociència, representades en la seva voluntat de traspassar els límits de generar vida de la mort. La figura del monstre creada per Mary Shelley no representa la personificació del mal, sinó el desdoblament de la voluntat del creador, amb el desig d'autonomia de la seva creació, que es veu incompresa per la resta del món.
Aquí també es pot afegir el treball literari de Thea von Harbou (1888-1954), autora de la novel·la Metropolis (1926) i el guió cinematogràfic de la pel·lícula Metropolis (1927) dirigida pel seu marit Fritz Lang, amb molt d'èxit.
L'abast geogràfic avui en dia és molt ampli; la ciència-ficció va néixer a Europa amb Mary Shelley oficialment, Herbert G. Wells i el francès Jules Verne. Al segle xx s'estableix com un gènere bàsicament anglosaxó després del treball del luxemburguès Hugo Gernsback i el nord-americà John W. Campbell. També hi ha un treball molt destacat al Japó en l'àmbit de l'anime i el manga.
Hi ha diverses tipologies d'utopies: steampunk, ucronies, ciberpunk, distopies i ginecotopies, per citar-ne algunes. Les steampunk per a amants del maquinisme del s. XIX, les ucronies irreals amb contingut històric real, les ciberpunk plenes de furoners i tecnofetixisme per tot arreu, les distòpies d'ambient asfixiant i angoixant, i les ginecotopies; unes utopies que van nàixer amb una finalitat d'empoderament feminista, que van evolucionar cap a societats utòpiques amb nous gèneres i noves alteritats amb un enfocament menys heterocentrista i més inclusiu, amb clara temàtica LGTBI-queer de caràcter postfeminista.
Existeix una llarga tradició de dones que escriuen ciència-ficció: Vonda Mclntyre, Marge Piercy, Suzette Haden Elgin, James Tiptree Jr. (pseudònim Alice B. Sheldon), Chelsea Quinn Yarbro, Naomi Mitchison, Sally Miller Gearhart i Suzy McKee Charnas destacant especialment els treballs d'Úrsula Le Guin, Anne McCaffrey, Connie Willis i Joanna Russ.

##### Ginecotopies recents

###### Les Guérillères
És una epopeia feminista inspirada en els corrents revolucionaris dels anys 70: l'escriptora Monique Wittig viatja més enllà de les limitacions temporals i en recrea la cultura, alimentada per l'antiguitat o la prehistòria reals o inventades. Aquests viatges transtemporals són comuns entre les escriptores feministes, ja inspirats per Christine de Pisan al segle xv.
A Les Guérillères, les parts no se succeeixen, sinó que existeixen com un mosaic en paraules. La invenció de Wittig de la cultura circular (i el seu avançament) significa, en general, l'alliberament del pensament dels models imposats. Wittig substitueix la història amb històries, però inventa un mètode per dissenyar i experimentar el passat, donant-li regnes lliures a l'inconscient col·lectiu i la imaginació.
Per a Wittig, la societat està ordenada d'acord amb conceptes filosòfics que són independents d'una realitat objectiva. Fins i tot la divisió del món en dos sexes serà arbitrària. A diferència de Marcuse, Wittig creu que és possible una revolta real; la solució rau en l'abolició dels sexes com a realitats sociològiques. Les seves obres novel·lístiques són també projectes polítics, revolucionaris, tant en contingut com en forma.

###### Ginecotopiesqueeri noves alteritats sexuals
Per a aquest recull utilitzarem com a guia la llista d'autores i autors premiats en dos premis de ciència-ficció especialitzats en temes de gènere i literatura LGTBIQ, així com autores i autors amb una trajectòria feminista reconeguda.
També hi ha enciclopèdies especialitzades per a ampliar informació d'autores concretes, temàtiques preferides o premis en el sector que aporten un munt d'informació addicional de gran rellevància així com antologies especialitzades al sector.
| «                                                   | ...Recordo vells temps amb éssers d'un sol sexe, éssers d'abans de sexes binaris de acoblaments reproductors. Éssers previs a la mutació. Ja no ens queda res d'aquells humans. Només el desig. | » |
| — Post-Op, Fantasia Postnuclear 0.01. Post-Op, 2013 | |   |

###### Directori d'obres de ficció especulativa LGTBIQ
Aquí es presenten algunes de les obres més rellevants de la CF LGTBIQ, també anomenat "Gender Bending" al món anglosaxó. S'han fet servir las dates de naixement com criteri de classificació. Per una versió més detallada de la bibliografia i les temàtiques, es recomana aprofundir a les fons indicades en "obres", la bibliografia addicional així com a les BB.DD. especialitzades al final d'aquest l'article.
| «                                                                              | La lectura del gènere CF m'ha semblat sempre essencial per a configurar una mentalitat oberta, dotada d'un gran relativisme cultural (…) La contínua exposició a altres mons, altres cultures, altres maneres d'entendre la vida i organitzar la societat obliga a relativitzar la nostra pròpia manera d'organitzar-nos i viure. | » |
| — Miquel Barceló, Ciencia ficción : nueva guía de lectura. ISBN 9788466657358. | |   |

| Nom               | Cognom      | Nacionalitat                     | Neix        | Mor  | Temes                                     | Obres rellevants | Bio                                         |
| ----------------- | ----------- | -------------------------------- | ----------- | ---- | ----------------------------------------- | --- | ------------------------------------------- |
| Mary W.           | SHELLEY     |                                  | 1797        | 1851 | Queer ⚧                                   | Frankenstein or The Modern Prometheus (1818) | CAT EN ES                                   |
| Florence          | DIXIE       | Estats Units d'Amèrica           | 1855        | 1905 | Ginecotopia ▼ ⚢                           | Across Patagonia: A Lady Combs the Pampas (1880) Gloriana, or the revolution of 1900. (1890) | EN                                          |
| Charlotte Perkins | GILMAN      | Estats Units d'Amèrica           | 1860        | 1935 | Utopia.1 Ginecotopia.2 Distopia.3 ★ ▼ ☯︎ ☁︎ | Trilogia Herland: 1. Moving the Mountain (1911) 2. Terra d'elles (1915) 3. With Her in Ourland (1916) | CAT EN ES                                   |
| Alice B.          | SHELDON *   | Estats Units d'Amèrica           | 1915        | 1987 | Espai Ginecotopia Distopia ➤ ▼ ☁︎          | "The Women Men Don't See" (1973)"Houston, Houston, Do You Read?" (1976)Science Fiction Hall of Fame 2012 3 guardons Nebula (1974,1977,1978) 2 guardons Hugo (1974, 1977) 2 guardons Locus (1984,1986) (*) James Tiptree Jr. (pseudònim) (*) Raccoona Sheldon (pseudònim) | EN ES                                       |
| Zenna             | HENDERSON   | Estats Units d'Amèrica           | 1917        | 1983 | Queer ⚧                                   | Ingathering: The Complete People Stories of Zenna Henderson (1995) | EN ES Arxivat 2018-12-16 a Wayback Machine. |
| Ursula K.         | LE GUIN     | Estats Units d'Amèrica           | 1929        | 2018 | Fantasia Ecologia Queer ✻ ☯︎ ⚧             | Sèrie Hainish: La mà esquerra de la foscorSèrie Ekumen Sèrie Terramar L'Ull de la garsa (1978) The Matter of Seggri (1994) Science Fiction Hall of Fame 2001 SFWA Grand Master 2003                                                                                      | CAT EN ES                                   |
| Sheri S.          | TEPPER      | Estats Units d'Amèrica           | 1929        | 2016 | Fantasia Ginecotopia ✻ ▼ ⚢                | Relat breu "Prince Shadowbow" (1985) A Gate To Women's Country (1988) World Fantasy - Life Achievement 2015 | EN ES                                       |
| Marion Zimmer     | BRADLEY     | Estats Units d'Amèrica           | 1930        | 1999 | Fantasia Ginecotopia ✻ ▼ ⚢                | Sèrie Mists of AvalonSèrie Darkover World Fantasy - Life Achievement 2000 | EN ES                                       |
| Monique           | WITTIG      | França                           | 1935        | 2003 | Ginecotopia ▼ ⚢                           | Les Guérillères (1969)Nominada al James Tiptree Jr Memorial 1996 | FR ES                                       |
| Suzette Haden     | ELGIN       | Estats Units d'Amèrica           | 1936        | 2015 | Ginecotopia ▼ ⚢                           | Trilogia Native Tongue (1984) \| Nominada al James Tiptree Jr Memorial 1995 | EN ES                                       |
| Joanna            | RUSS        | Estats Units d'Amèrica           | 1937        | 2011 | Ginecotopia ▼ ⚢                           | Relat breu "When It Changed"(1972)L'Home femella (1975) Science Fiction Hall of Fame 2013 | CAT EN ES                                   |
| Katherine V.      | FORREST     | Canadà                           | 1939        |      | Ginecotopia ▼ ⚢                           | Daughters of an Emerald Dusk (1984)Guardó Lambda 2006 | EN                                          |
| Suzy McKee        | CHARNAS     | Estats Units d'Amèrica           | 1939        |      | Ginecotopia ▼ ⚢                           | Sèrie Holdfast Chronicles \| James Tiptree Jr Memorial (1996, 2000) | EN ES                                       |
| Margaret          | ATWOOD      | Canadà                           | 1939        |      | Distopia ☁︎ ⚢                              | Trilogia MaddAddam (2013): (I).Oryx and Crake El Conte de la serventa (2018) The Year of the Flood (2009) Guardó Arthur C. Clarke 1987 Science Fiction Hall of Fame 2017                                                                                                 | CAT EN ES                                   |
| Margery           | KRUEGER *   | Estats Units d'Amèrica           | 1940        | 2006 | Ginecotopia ▼ ⚢                           | Leviathan's Deep (1979) Sèrie Rabelais (*) Jayge Carr (pseudònim) | EN ES                                       |
| Judith            | MOFFET      | Estats Units d'Amèrica           | 1942        |      | Espai Queer Tech ➤ ⚧ @                    | Pennterra (1987) Time, Like an Ever-Rolling Stream (1992) Guardó Theodore Sturgeon Memorial 1987 Guardó John W. Campbell 1988 Nominada al James Tiptree Jr Memorial 1993                                                                                                 | EN ES                                       |
| Élisabeth         | VONARBURG   | França · Canadà                  | 1946        |      | Espai Queer ➤ ⚧                           | Sèrie Maerlande: In the mothers' land (1992)Guardó Aurora 1987 Nominada al James Tiptree Jr Memorial 1993 Finalista Philip K. Dick 1996 | EN                                          |
| Elizabeth A.      | LYNN        | Estats Units d'Amèrica           | 1946        |      | Fantasia ✻                                | The Woman Who Loved the Moon and Other Stories (1981) Sèrie Chronicles of Tornor: III.Northern Girl (1980) 2 guardons World Fantasy 1980 Nominada al James Tiptree Jr (1996,1999) 10 nominacions als Locus                                                               | EN ES                                       |
| Sally Miller      | GEARHART    | Estats Units d'Amèrica           | 1947        |      | Ginecotopia Ecologia ▼ ☯︎                  | Wanderground: stories of the Hill women (1979) | EN                                          |
| Octavia E.        | BUTLER      | Estats Units d'Amèrica           | 1947        | 2006 | Espai Queer ➤ ⚧                           | Sèrie de Lilith's Brood ó Trilogia Xenogenesis Guardons: Nebula, Hugo, Locus. Finalista James Tiptree Jr Memorial (1996,1999) Science Fiction Hall of Fame 2010 SFWA Solstice 2012                                                                                       | EN ES CAT                                   |
| Donna J.          | YOUNG       |                                  | Sense dades |      | Ginecotopia ▼ ⚢                           | Retreat: As It Was! A Fantasy (1979) | EN                                          |
| Vonda N.          | McINTYRE    | Estats Units d'Amèrica           | 1948        |      | Espai Tech ➤ @ ⚢                          | Dreamsnake (1978)The Moon and the Sun (1997) Guardó Nebula (1974,1979,1998) 5 nominacions al James Tiptree Jr Memorial SFWA Service Award 2010 | EN ES                                       |
| Joan C. Dennison  | VINGE       | Estats Units d'Amèrica           | 1948        |      | Fantasia Espai Tech ✻ ➤ @ ⚢               | The Snow Queen (1980) Ladyhawke (1985) L'Urpa del gat (1988) Sèrie Heaven Chronicles (1991) 2 guardons Hugo (1978,1981) 2 nominacions al Nebula (1980,1981) Guardó Locus 1981                                                                                            | CAT EN ES                                   |
| Lois McMaster     | BUJOLD      | Estats Units d'Amèrica           | 1949        |      | Distopia Espai Bèl·lica ☁︎ ➤ ✖︎ ⚢           | Sèrie Vorkosigan7 guardons Hugo 3 guardons Nebula Finalista al James Tiptree Jr Memorial 2001 | EN ES                                       |
| Linda Timmel      | DUCHAMP *   | Estats Units d'Amèrica           | 1950        |      | Distopia Espai ☁︎ ➤ ⚢                      | Relat breu "Obscure Relations" (2006) The forbidden words of Margaret A. Guardó Gaylactic Spectrum 2007 9 nominacions al James Tiptree Jr Memorial (*) Editora a Aqueduct Press                                                                                          | EN                                          |
| Joan              | SLONCZEWSKI | Estats Units d'Amèrica           | 1956        |      | Ecologia Ginecotopia Tech ☯︎ ▼ @ ⚢         | Sèrie Elysium : A Door Into Ocean (1986)2 guardons John W. Campbell (1987, 2012) Finalista al James Tiptree Jr Memorial 1999 | EN                                          |
| Maureen           | F. McHUGH   | Estats Units d'Amèrica           | 1959        |      | Ecologia Distopia Queer Tech ☯︎ ☁︎ ⚧ @      | China Mountain Zhang (1992) Mission Child (1998) Guardó Lambda 1993 2 guardons Locus (1993,1996) Guardó James Tiptree Jr Memorial 1995 Guardó Hugo 1996 | EN ES                                       |
| Nalo              | HOPKINSON   | Jamaica · Canadà                 | 1960        |      | Fantasia Tech Espai ✻ @ ➤ ⚢               | Midnight robber (1998)James Tiptree Jr. Memorial 2000 | EN ES                                       |
| Nicola            | GRIFFITH    | Regne Unit                       | 1960        |      | Espai Ginecotopia Ecologia ➤ ▼ ☯︎ ⚢        | Ammonite (1992)Slow river (1995) Guardó James Tiptree, Jr. 1994 Guardó Nebula 1997 4 Guardons Lambda (1993, 1996, 1998, 1999) | EN ES                                       |
| Lola              | ROBLES      | Espanya                          | 1963        |      | Queer ⚧                                   | Las otras: Feminismo, teoría queer y escritoras de literatura fantástica (2009) - [Assaig] Distópicas ; Poshumanas (2018) - [Antologies] | ES                                          |
| Caitlin R.        | KIERNAN     | Irlanda · Estats Units d'Amèrica | 1964        |      | Fastastika Espai Ǯ ➤ ⚢                    | The Drowning Girl (2912)Guardó James Tiptree, Jr. 2013 | EN ES                                       |
| Nora K.           | JEMISIN     | Estats Units d'Amèrica           | 1972        |      | Fastastika Distopica Tech Ǯ ☁︎ @ ⚢         | Trilogia Inheritance The Effluent Engine (2011) The Fifth Season (2015) 2 guardons Locus (2011, 2018) Nominada al James Tiptree Jr 2015 3 guardons Hugo (2016-2028) Guardó Nebula 2018 Guardó British Fantasy 2018 Guardó Ignotus 2018                                   | EN ES                                       |
| Sarah             | HALL        | Regne Unit                       | 1974        |      | Fastastika Distopica Tech Ǯ ☁︎ @ ⚢         | The Carhullan Army (2007) Guardó James Tiptree, Jr. 2008 | EN                                          |